# تاماس بال كيس
تاماس بال كيس (بالمجرية: Kiss Pál Tamás)‏ هو سائق سباق مجري، ولد في 19 مايو 1991 في ميشكولتس في المجر.

## روابط خارجية
- تاماس بال كيس على موقع DriverDB.com (الإنجليزية)